# Proserpina
Proserpina ou Prosérpina, na mitologia romana, é filha de Júpiter com Ceres, uma das mais belas deusas de Roma. Enquanto colhia flores, foi raptada por Plutão (mitologia), que fê-la sua esposa. Era identificada também como sendo a deusa Libera.
Sua mãe, desesperada com o desaparecimento da filha, caiu numa fúria terrível, destruindo as colheitas e as terras. Somente a pedido de Júpiter, acedeu a devolver a vida às plantas, exigindo, no entanto, que Plutão lhe devolvesse a filha. Como, por um ardil deste último, Proserpina havia comido um bago de romã, não poderia abandonar o submundo de forma definitiva.

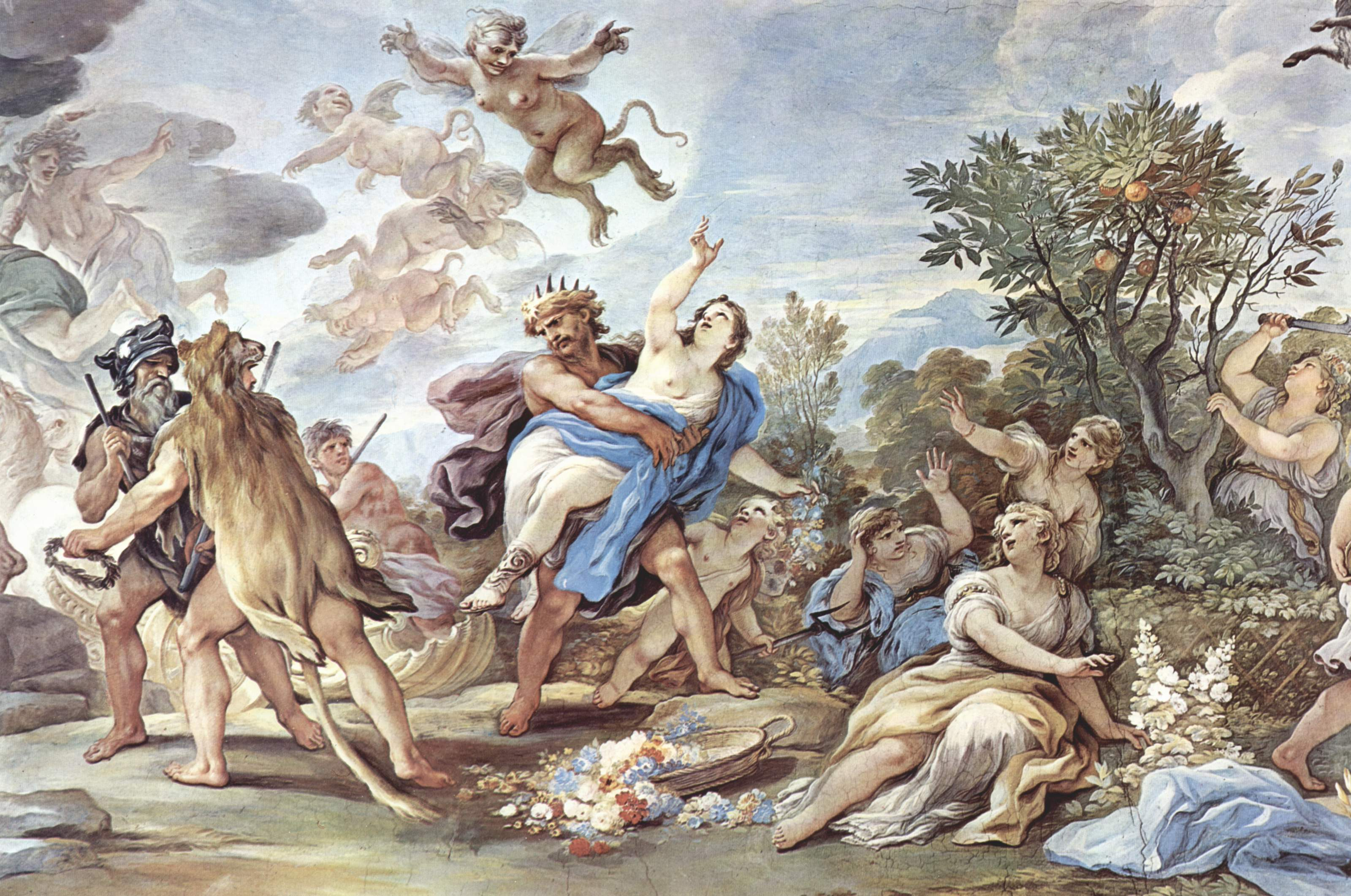
O rapto de Proserpina, de Luca Giordano, no Palazzo Medici Riccardi, Florença

Acabou por se encontrar uma solução do agrado de todos: Proserpina passaria metade do ano debaixo da terra, no submundo, na companhia do marido — corresponde essa época, ao inverno, quando Ceres, desolada, descuida a Natureza, deixando morrer as plantas — e a outra metade do ano à superfície, na companhia da mãe — corresponde ao verão, quando a Natureza renasce, fruto da alegria de Ceres.
Os romanos dedicavam a essa deusa um festival realizado no dia 31 de maio.